# Петренко Іван Данилович
Іва́н Дани́лович Петре́нко (нар. 1 жовтня 1956, с. Бовтишка) — український історик-краєзнавець, член Національної спілки краєзнавців України (2004), педагог. Заслужений працівник культури України (2008). Почесний  краєзнавець України (2009). Почесний краєзнавець Кіровоградщини (2008).
Закінчив Полтавський педагогічний інститут (1978).
Працював учителем у школах Ямало-Ненецького АО (Росія), в школах Нової Осоти, смт Олександрівки (Олександрівський район, Кіровоградська область), завідувачем сектором внутрішньої політики і суспільно-політичного моніторингу Олександрівської РДА, завідувачем наукової редакції Комунальної установи "Кіровоградське обласне відділення пошуково-видавничого агентства «Книга Пам'яті України», головним археографом Державного архіву Кіровоградської області.
Відкрив і описав 26 археологічних поселень (Кіровоградська область), займався виявленням і нанесенням на карту давніх курганів, брав участь у створенні експозиції Олександрівського районного краєзнавчого музею, шкільних музеїв. Вперше з професором Д. І. Телегіним зробив наукове датування знахідок козацької доби у с. Бірки (Олександрівський район). Працював (за сумісництвом) директором (1989—1991), молодшим науковим співробітником Музею історії Олександрівського району (1991—1995). Один з ініціаторів створення кімнати-музею Л. М. Мацієвича, виготовлення і встановлення меморіальних дощок І.Фундуклію, І.Календюку, П.Кулішу, М.Грабовському в Олександрівці, один з авторів проекту пам'ятника жертвам Голодомору 1932—1933 рр. в Олександрівці, автор проекту «Хреста на могилі козаків отамана М. Скляра (Чорного Ворона)», пам'ятника «Жертвам нацизму» в Олександрівці, Один з ініціаторів встановлення памятної стели автору «Холодного Яру» Горлісу-ГОрському в с. Розумівка Олександрівського району.
Автор та співавтор книг:
- «Нацистський окупаційний режим: маловідомі сторінки з історії Олександрівського району (в документах та спогадах)» (2008);
- «Відібране життя (Розкуркулення на Кіровоградщині)» (2009);
- «Розкуркулення на Олександрівщині (Кіровоградська область)» (2010);
- «Голодомор 1932—1933: Олександрівський вимір.» (разом з Білошапкою В. В., 2006)[1];
- «Національна книга пам'яті жертв Голодомору 1932—1933 років в Україні. Кіровоградська область» (Колектив авторів, 2008);
- «Розкуркулення та інші суспільно-політичні процеси на Олександрівщині в 30-х роках XX ст. Документи свідчать» (2011);
- «Кіровоградщина повоєнна (1944—1948 рр.)» (2011);
- «А життя все гортає літа…» (2011);
- «Кіровоградщина. Історія рідного краю» (Колектив авторів, 2012);
- «Невідомі війни. Церква й держава на Кіровоградщині в 20-60 -х рр. XX ст.» (2012);
- «Нацистський окупаційний режим на КІровоградщині 1941—1944» (2014);
- «Велика війна 1941—1945. Кіровоградський вимір» (у співавторстві з В. Даценком, Ф. Шепелем, 2014);
- «Нове наше море. З історії будівництва Кременчуцької ГЕС» (у співавторстві з О.Бабенком, 2016);
- «Переможці» (2016);
- «Обком утік…З історії організації „всенародної“ бортьби проти нацистів на Кіровоградщині в 1941—1943 рр»." (2018);
- «Колгоспне кріпацтво» (2022).

Автор багатьох краєзнавчих статей у періодичному видані «Між Бугом і Дніпром. Науково-краєзнавчий вісник Центральної України» (Кропивницький), місцевих газетах, великої кількості статей, вміщених до наукових збірників, виданих у містах Кропивницький, Дніпро, Київ.

## Нагороди, відзнаки
- Заслужений працівник культури України (2008)
- Відмінник народної освіти України
- Почесний  краєзнавець України (2009)
- Почесний краєзнавець Кіровоградщини (2008)

За активну роботу зі створення історико-меморіального серіалу «Книга Пам'яті України» нагороджений Почесною грамотою Головної редакційної колегії Книги Пам'яті України (2004).
Нагороджений Почесною грамотою Кіровоградської обласної державної адміністрації (2016).
Кавалер ордена Кирила і Мефодія УПЦ КП.
Лауреат премій: обласної краєзнавчої імені В. Ястребова (2007, 2013); Бориса Кузика (2004); редакції збірника «Інгульський Степ» (2019).
Лауреат конкурсу Фундації Українського вільного університету ім.Воляників-Швабінських (друга премія), (2023). 